# Manoel Py
Manoel Py (Uruguai, 23 de março de 1849 — Porto Alegre, 10 de julho de 1926) foi um empresário, banqueiro e político brasileiro, coronel da Guarda Nacional.
Filho de Francisco Py e de Matilde Pimentel Py, casou-se em 1873 com Maria da Glória Batista.
Próspero comerciante de Porto Alegre, iniciou seu trabalho na firma Chaves e Almeida. Fundou em 1891 e foi acionista majoritário da Fiação e Tecidos Portoalegrense (Fiateci), uma importante indústria têxtil do estado. Em 1891 foi nomeado diretor da Companhia Hidráulica Porto-Alegrense, permanecendo no cargo até 1892. Em 1892 foi eleito deputado estadual pelo Partido Republicano Rio-Grandense. Permaneceu na Assembleia Legislativa gaúcha até 1894, quando foi eleito deputado federal pelo estado do Rio Grande do Sul. Exerceu o cargo federal até o final do mandato (1896). No ano seguinte, voltou ao Legislativo estadual e foi reeleito, sucessivamente, até 1908. Foi membro da Comissão de Orçamento e nos últimos quatro anos foi presidente da Assembleia Legislativa do Rio Grande do Sul. De 1913 a 1922 foi incorporador e principal acionista do Banco Comercial Franco-Brasileiro, do qual também foi diretor. Foi diretor da Cia. Gráfica Porto Alegrense (editora do jornal O Diário). Foi também diretor da Companhia Carris Porto-Alegrense, diretor da Companhia Predial e Agrícola e loteador de vários bairros de Porto Alegre, responsável pela expansão urbana dos bairros Auxiliadora, Higienópolis, São João e Medianeira. Também foi sócio em empresas de colonização como a João Gerdau & Cia, que operava na Colônia Santo Ângelo. Foi presidente da Junta Comercial do Estado do Rio Grande do Sul em 1893. Foi acionista da Companhia de Seguros de Vida Previdência do Sul.